# Костянтин Матезонський
Костянти́н Матезо́нський (1794—1858) — музичний діяч на Закарпатті, родом з Наддніпрянщини.
1833 року засновує в Ужгороді чотириголосий хор «Гармонія», з яким виконує як церковні, так і світські твори, багато зробив для поширення хорового співу на Закарпатті. Керував хором 20 років — по 1853.
Помер в місті Ужгород, похований на кладовищі біля замку.